# Processo trasverso
Il processo trasverso  è il punto d'unione delle lamine e dei peduncoli. I processi trasversi sono punti di inserzione per i muscoli e possono anche articolarsi con le coste.

## Galleria d'immagini

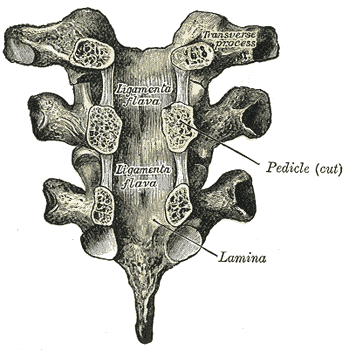
Archi vertebrali di tre vertebre toraciche viste di fronte.
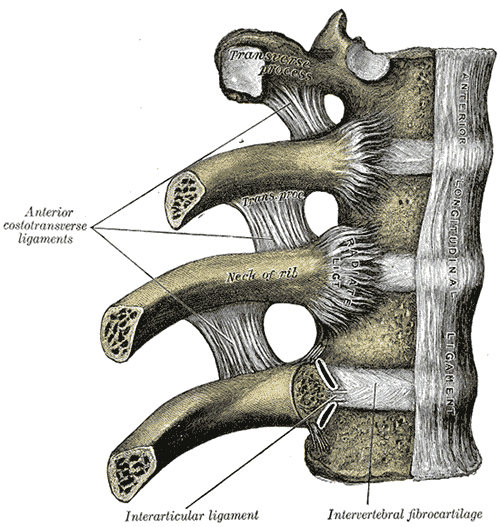
Articolazione costovertebrale. Visione anteriore.
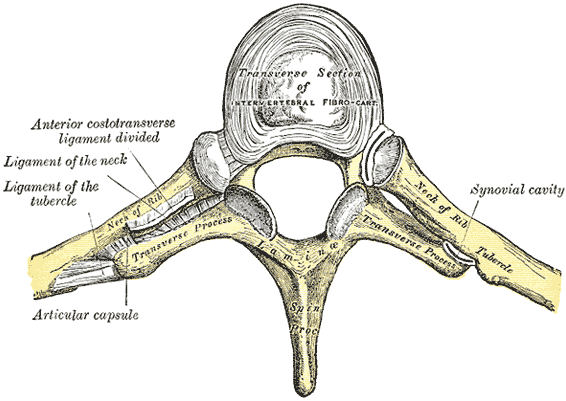
Articolazione costotrasversa vista dal basso.